# Arthur Stoll

Arthur Stoll (ca. 1950)

Arthur Stoll (* 8. Januar 1887 in Schinznach-Dorf im Kanton Aargau; † 13. Januar 1971 in Dornach im Kanton Solothurn) war ein Schweizer Biochemiker.

## Leben und Wirken

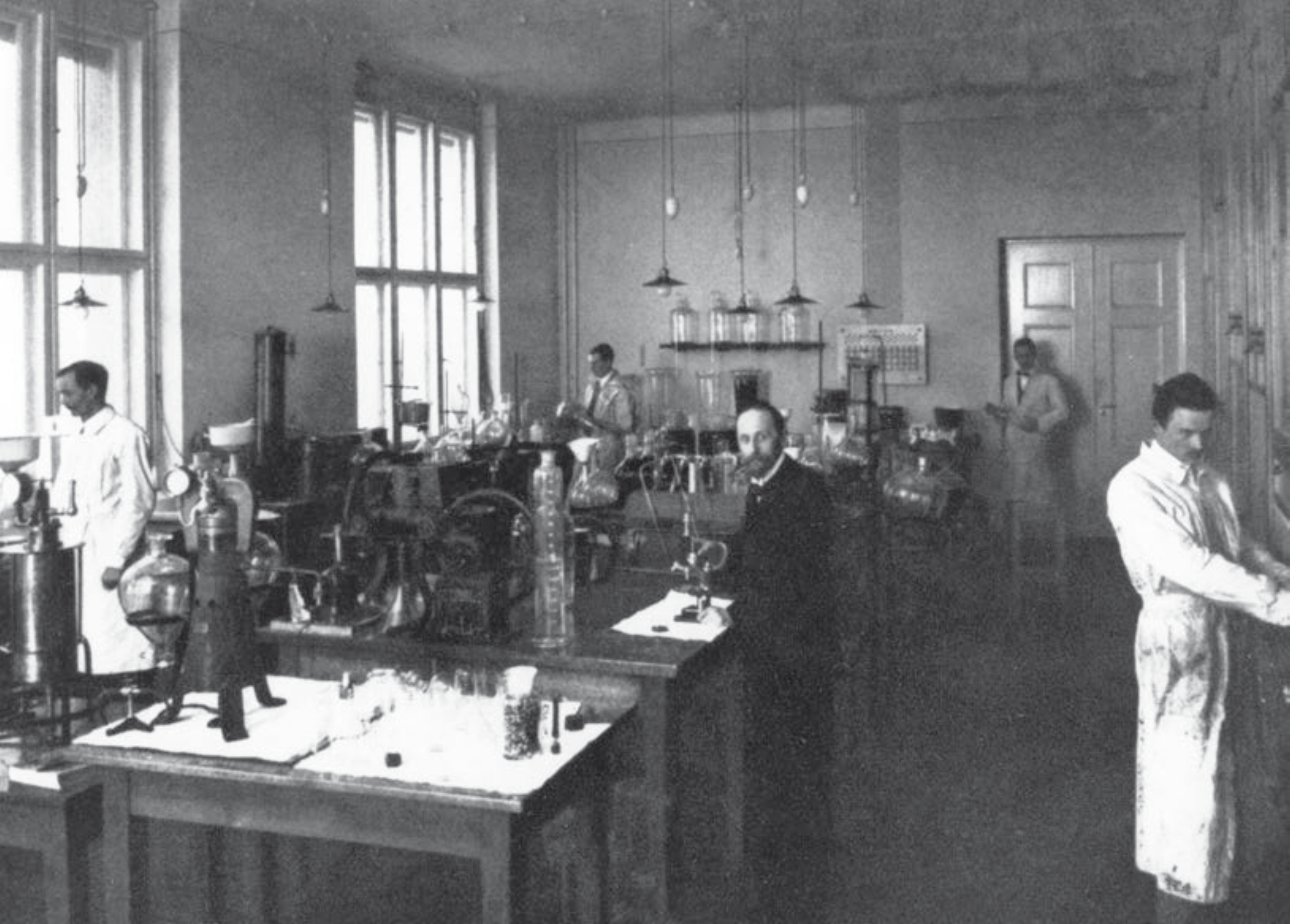
Willstätter im neuen Berliner Labor des KWI für Chemie, links im Bild sein Assistent Arthur Stoll (1913)

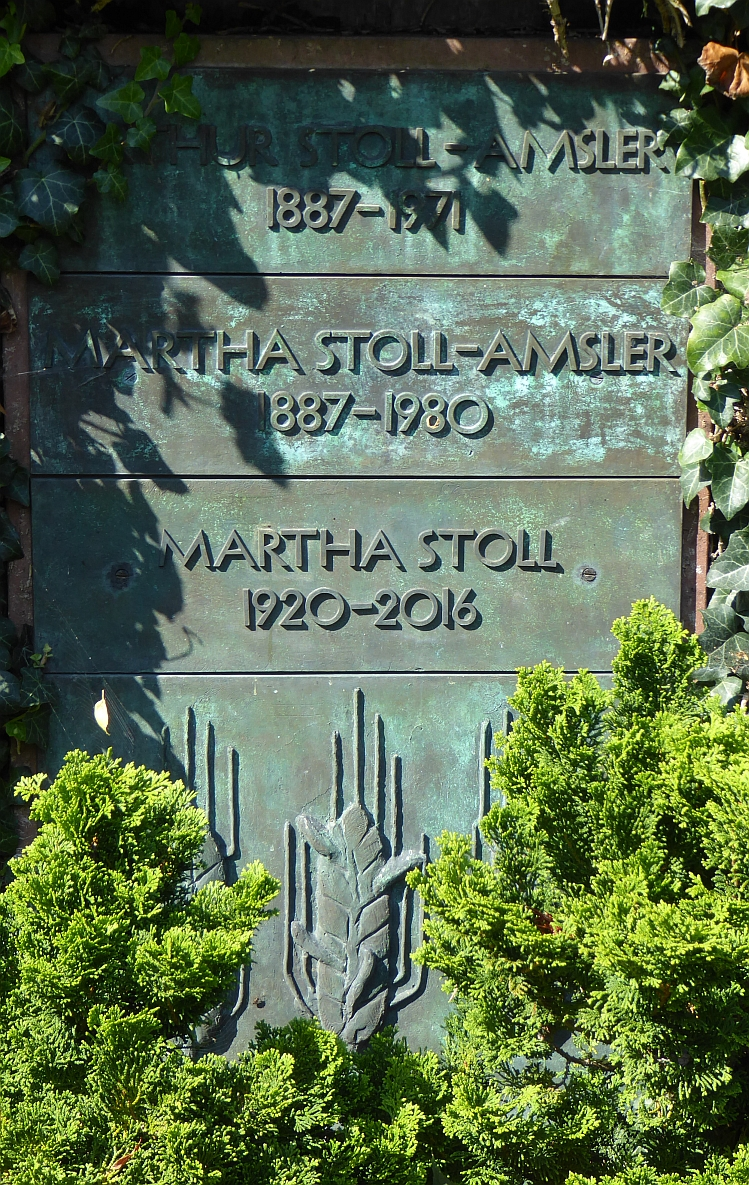
Grab auf dem Friedhof Bromhübel in Arlesheim. Grabrelief (1971) von Alexander Zschokke

Arthur Stoll, Sohn eines Lehrers und Schulrektors, studierte ab dem Wintersemester 1906/07 Chemie am Eidgenössischen Polytechnikum in Zürich, wo er bei Richard Willstätter 1910 mit einer Arbeit Über die Reaktion von Nitrosamiden mit Phenylhydrazin diplomiert und 1912 mit einer Arbeit Ueber Chlorophyllase und die Chlorophyllide promoviert wurde. Im gleichen Jahr folgte er als Willstätters Assistent an das Kaiser-Wilhelm-Institut für Chemie in Berlin, wo er mit ihm wesentliche Erkenntnisse zur Bedeutung des Chlorophylls bei der Kohlenstoff-Assimilation erarbeitete. 1915 zog er zwecks Habilitation mit Willstätter von Berlin an die Ludwig-Maximilians-Universität München.
1917 wurde er zum Königlich Bayerischen Professor für Chemie ernannt. Im gleichen Jahr wurde er in der Chemischen Fabrik Sandoz eingestellt, er erhielt dort als Abteilungsleiter die Aufgabe zum Aufbau einer neuen pharmazeutischen Abteilung. Bei Sandoz war er von 1949 bis 1956 Direktionspräsident, ab 1964 bekleidete er das Amt eines Präsidenten des Verwaltungsrates.
Stoll entwickelte zusammen mit seinen Mitarbeitern eine Reihe von Verfahren zur Herstellung von Medikamenten. So gelang ihm erstmals die Isolierung der Mutterkornalkaloide (so Ergotamin und Ergobasin) sowie von Herzglykosiden, die als Medikament bei Herzkrankheiten eingesetzt werden. Weiter wurden Verfahren zur Herstellung löslicher Calciumsalze entwickelt. Eine seiner Hauptleistungen liegt darin, dass es ihm gelang, eine Reihe pharmakologisch aktiver Substanzen aus einer «Gesamtdroge» zu isolieren und so in spezifisch wirksamen und therapeutisch präzis einsetzbare Einzelstoffe einzubauen.
Stoll besass eine Sammlung moderner Kunst, in der sich die Werke Zwei Frauen in Blumen, Mädchenstudie zum Auserwählten und Empfindung von Ferdinand Hodler befanden. Zudem war er eng mit dem Chemiker und Maler Gustav Schudel befreundet, der ihn auch portraitierte.

## Ehrungen
- 1959: erste Paul-Karrer-Vorlesung
- Mitglied der Deutschen Akademie der Naturforscher Leopoldina (ab 1937)
- Ausländisches Mitglied der Königlich Schwedischen Akademie der Wissenschaften (ab 1948)
- Mehrere Ehrendoktorate

## Schriften
- Richard Willstätter und Arthur Stoll (Kaiser-Wilhelm-Institut Berlin), Untersuchungen über Chlorophyll: Methoden und Ergebnisse. Springer-Verlag, Berlin 1913.
- Richard Willstätter und Arthur Stoll: Über die chemischen Einrichtungen des Assimilationsapparates. Berlin. 1915. In: Sitzungsberichte der Königlich Preussischen Akademie der Wissenschaften. 1915, II, S. 322–346.
- Richard Willstätter und Arthur Stoll: Über die Assimilation ergrünender Blätter. Berlin 1915.
- Richard Willstätter und Arthur Stoll (Ludwig-Maximilians-Universität München): Untersuchungen über die Assimilation der Kohlensäure. Springer-Verlag, Berlin 1918.